# Xinyang
Xinyang (chinesisch 信阳市, Pinyin Xìnyáng Shì) ist eine Bezirksfreie Stadt in der Provinz Henan, Volksrepublik China. Ihr Verwaltungsgebiet hat eine Fläche von 18.819 Quadratkilometer. Bei der Volkszählung im Jahre 2020 betrug die Einwohnerzahl 6.234.401. In dem eigentlichen städtischen Siedlungsgebiet von Xinyang leben 892.900 Menschen (Stand: Ende 2018).

## Geographie
Die Stadt Xinyang liegt im Südosten der Provinz Henan am Huai He in der Nähe der Dabie- und Tongbai-Berge. Ihr Verwaltungsgebiet grenzt im Norden an die Stadt Zhumadian, im Nordwesten an die Stadt Nanyang, im Osten an die Provinz Anhui und im Süden an die Provinz Hubei.

## Administrative Gliederung
Auf Kreisebene setzt sich Xinyang aus zwei Stadtbezirken und acht Kreisen zusammen. Diese sind (Stand: Ende 2018):
- Stadtbezirk Shihe (浉河区), 1.783 km², 672.500 Einwohner;
- Stadtbezirk Pingqiao (平桥区), 1.883 km², 744.300 Einwohner;
- Kreis Xi (息县), 1.888 km², 749.400 Einwohner
- Kreis Huaibin (淮滨县), 1.208 km², 580.400 Einwohner
- Kreis Huangchuan (潢川县), 1.638 km², 676.500 Einwohner;
- Kreis Guangshan (光山县), 1.829 km², 608.900 Einwohner;
- Kreis Gushi (固始县), 2.941 km², 1.096.500 Einwohner
- Kreis Shangcheng (商城县), 2.112 km², 527.300 Einwohner
- Kreis Luoshan (罗山县), 2.073 km², 529.100 Einwohner
- Kreis Xin (新县), 1.554 km², 289.200 Einwohner.

Im Stadtbezirk Pingqiao wird derzeit ein neues Regierungs- und Geschäftsviertel gebaut. Das gigantische Bauprojekt trägt den Titel "Neuer Stadtbezirk Yangshan" (羊山新区). Dabei handelt es sich aber – zumindest bisher – nicht um einen neuen Stadtbezirk im administrativen Sinne.

## Kultur und Sehenswürdigkeiten
Im Stadtbezirk Pingqiao liegt die für die Archäologie bedeutende Gemeinde Changtaiguan (长台关乡). Die Ausgrabungsstätte wurde nach dem Fundort Changtaiguan Chumu (chinesisch 長台關楚簡 / 长台关楚简 – „Chu-Gräber aus Changtaiguan“) benannt.  Im Jahre 2006 wurde Changtaiguan in Gemeinde Changtai (长台乡) umbenannt.
Das von 1957 bis 1958 ausgegrabene Chu-Grab enthielt unter anderem Bambustexte, Lackwaren und Musikinstrumente.
Freigelegt wurden zwei Gräber aus der Zeit der Streitenden Reiche. Insbesondere die Funde mit konfuzianischen Texten aus Grab Nr. 1 haben großes Interesse erweckt.
Es wurden über 100 beschriebene Bambustäfelchen entdeckt. Einer der Texte war ein "Grabinventar" (qiǎncè 遣策), worauf die Namen der Grabbeigaben verzeichnet sind.

## Söhne und Töchter der Stadt
- Han Suyin (1917–2012), Ärztin und Schriftstellerin
- Jia Zhanbo (* 1974), Sportschütze